# Praški metronom
Praški metronom je visoki funkcionalni metronom u središtu grada Praga. Podignut je 1991. godine, na mjestu gdje je se do 1962. nalazio ogroman spomenik bivšem sovjetskom vođi Staljinu. Metronom visok 23 metra je danas u glavnom mjesto susreta mladih osoba.
Dizajnirao ga je međunarodni umjetnik Vratislav Novak. Prostor iza metronoma je također popularan među skateboarderima iz Europe i cijelog svijeta koji se tu okupljaju tijekom cijele godine.